# جيمس شيبرد (عالم كيمياء حيوية)
جيمس شيبرد (بالإنجليزية: James Shepherd)‏ هو عالم كيمياء حيوية بريطاني، ولد في 1944.